# 有賀リエ
有賀 リエ（あるが リエ）は、日本の漫画家。長野県大町市出身。

## 略歴
- 2011年 - 第6回KissINにおいて『天体観測』でKissゴールド賞を受賞。この作品がデビュー作として『Kiss』に掲載された[4]。
- 2014年 - 『Kiss』5月号より『パーフェクトワールド』連載開始[5]。
- 2016年 - 『パーフェクトワールド』が、フランスの雑誌『Animeland』においてベスト少女漫画賞を受賞[6][7]。
- 2017年 - 『パーフェクトワールド』の実写映画化が決定した[8]。
- 2018年 - 10月5日、映画公開[9]。初週土日（10月6 - 7日）の興行収入は1億1千738万800円で実写邦画第一位を獲得した[10]。
- 2019年 - 『パーフェクトワールド』が第43回講談社漫画賞少女部門を受賞[3]。
- 2021年 - 『Kiss』3月号にて『パーフェクトワールド』の連載が終了した[11]。
- 2022年 - 『モーニング』13号より[12]20号まで『有賀リエ連作集 工場夜景』連載された[13]。

## 作品リスト
- 天体観測[14]（『Kiss』2011年19号〈10月10日号〉） - デビュー作。
- 先輩の左手[15]（『Kiss』2012年4号〈2月25日号〉）
- ストライド[16]（『Kiss』2012年19号〈10月10日号〉）
- 『パーフェクトワールド』講談社〈KC KISS〉全12巻（『Kiss』2014年5月号 - 2021年3月号）
- オールトの雲から（プチキス、全6話）
  1. （2015年9月25日発売[17]、1話[18]、『Kiss』2013年3号（2月10日号）[19]）
  2. （2015年9月25日発売[20]、2話[21]、『Kiss』2013年4号（2月25日号）[22]）
  3. （2015年9月25日発売[23]、3話[24]、『Kiss』2013年6月号[25]）
  4. （2015年9月25日発売[26]、4話[27]、『Kiss』2013年8月号[28]）
  5. （2015年9月25日発売[29]、5話[30]、『Kiss』2013年10月号）
  6. （2015年9月25日発売[31]、6話[32][注 1]、『Kiss』2013年11月号[33]）
- パーフェクトワールド 〜撮影現場レポート〜（『Kiss』2019年7月号）
- 『有賀リエ連作集 工場夜景』講談社〈モーニングKC〉全1巻（『モーニング』2022年13号 - 20号）
- 『零れるよるに』講談社〈KC KISS〉既刊5巻[34]（『Kiss』2022年11月号[35] - 連載中）
  1. 2023年3月13日発売[36][37]、ISBN 978-4-06-531299-5
  2. 2023年8月10日発売[38]、ISBN 978-4-06-532464-6
  3. 2024年2月13日発売[39]、ISBN 978-4-06-534632-7
  4. 2024年8月9日発売[40]、ISBN 978-4-06-536620-2
  5. 2025年2月13日発売[41]、ISBN 978-4-06-538496-1